# We Were the Lucky Ones
We Were the Lucky Ones è una miniserie televisiva statunitense ideata da Erica Lipez e diretta da Thomas Kail, Amit Gupta e Neasa Hardiman. È basata sul romanzo del 2017 "Noi, i salvati" di Georgia Hunter ispirata alla storia della sua famiglia. 
Raffigura l'Olocausto dal punto di vista della famiglia ebrea polacca Kurc. La storia è incentrata sui fratelli interpretati da Joey King, Logan Lerman, Henry Lloyd-Hughes, Amit Rahav e Hadas Yaron e i loro genitori, impersonati da Lior Ashkenazi e Robin Weigert.

## Trama
Prima della seconda guerra mondiale, la famiglia polacco-ebraica dei Kurc ha vissuto felicemente e tranquillamente a Radom. Il loro successo li ha protetti dalla maggior parte del violento antisemitismo nel Paese. La loro protezione viene meno quando la persecuzione degli ebrei europei da parte di Hitler si intensifica. Alcuni membri della famiglia si nascondono o vengono deportati nei campi di concentramento. Altri membri della famiglia sono riusciti a fuggire in Francia, Brasile, Africa occidentale e Russia. Una volta conclusa la guerra, i sopravvissuti tentano di scovare i parenti ancora in vita e di ricongiungersi.

## Puntate
| nº | Titolo originale | Titolo italiano | Pubblicazione USA | Pubblicazione Italia |
| -- | ---------------- | --------------- | ----------------- | -------------------- |
| 1  | Radom            | Radom           | 28 marzo 2024     | 19 giugno 2024       |
| 2  | Lvov             | Leopoli         | 28 marzo 2024     | 19 giugno 2024       |
| 3  | Siberia          | Siberia         | 28 marzo 2024     | 19 giugno 2024       |
| 4  | Casablanca       | Casablanca      | 4 aprile 2024     | 19 giugno 2024       |
| 5  | Ilha das Flores  | Rosh Hashanah   | 11 aprile 2024    | 19 giugno 2024       |
| 6  | Warsaw           | Varsavia        | 18 aprile 2024    | 19 giugno 2024       |
| 7  | Monte Cassino    | Monte Cassino   | 25 aprile 2024    | 19 giugno 2024       |
| 8  | Rio              | Rio             | 2 maggio 2024     | 19 giugno 2024       |

## Personaggi e interpreti

### Principali
- Halina Kurc, interpretata da Joey King, doppiato da Emanuela Ionica.
Figlia minore dei Kurc e assistente di laboratorio di suo cognato Selim.
- Addy Kurc, interpretato da Logan Lerman, doppiato da Davide Perino.
Ingegnere elettrico che vive e lavora a Parigi come compositore.
- Mila Kurc, interpretata da Hadas Yaron, doppiata da Ludovica Bebi.
Pianista laureata in matematica, moglie di Selim e madre di Felicia.
- Nechuma Kurc, interpretata da Robin Weigert, doppiata da Roberta Greganti.
Matriarca, moglie di Sol e sarta nella boutique.
- Sol Kurc, interpretato da Lior Ashkenazi, doppiato da Vittorio Guerrieri.
Patriarca di famiglia e proprietario della Kurc boutique.
- Jakob Kurc, interpretato da Amit Rahav, doppiato da Matteo Liofredi.
Ex studente di giurisprudenza, fotografo e fidanzato di Bella.
- Bella Tatar, interpretata da Eva Feiler, doppiata da Jessica Bologna.
Fidanzata e in seguito moglie di Jakob.
- Genek Kurc, interpretato da Henry Lloyd-Hughes, doppiato da Daniele Raffaeli.
Figlio maggiore dei Kurc, avvocato e marito di Herta.
- Herta Seifert, interpretata da Moran Rosenblatt, doppiata da Gianna Gesualdo.
Moglie di Genek.
- Adam Eichenwald, interpretato da Sam Woolf, doppiato da Federico Bebi.
Architetto, coinquilino dei Kurc e interesse amoroso di Halina.

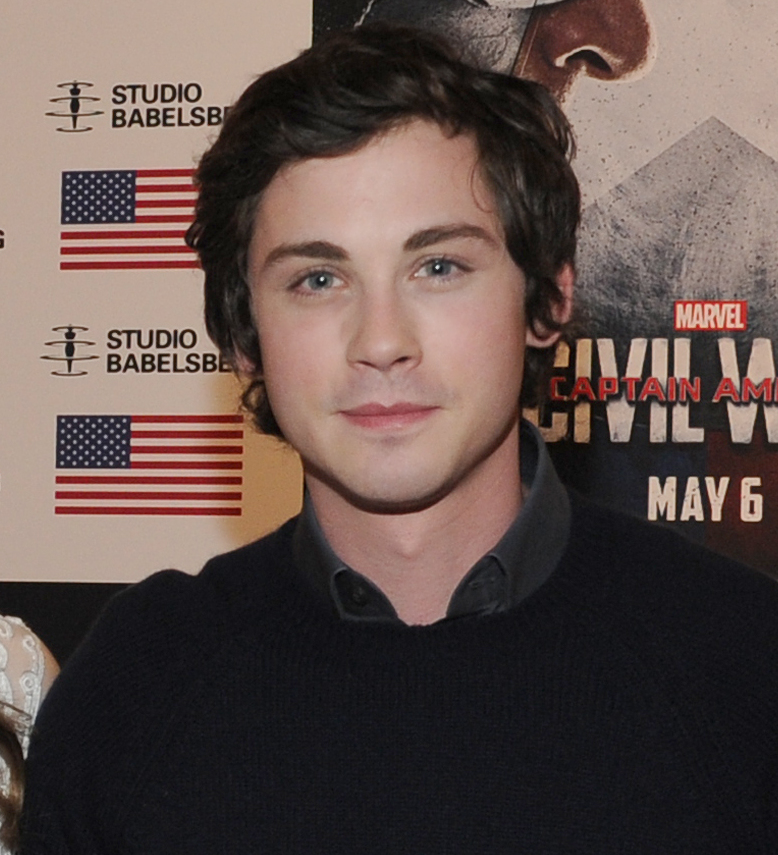
Logan Lerman
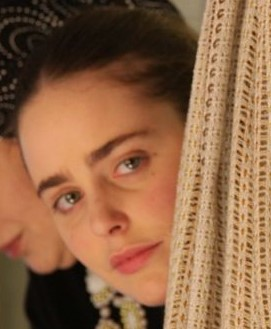
Hadas Yaron
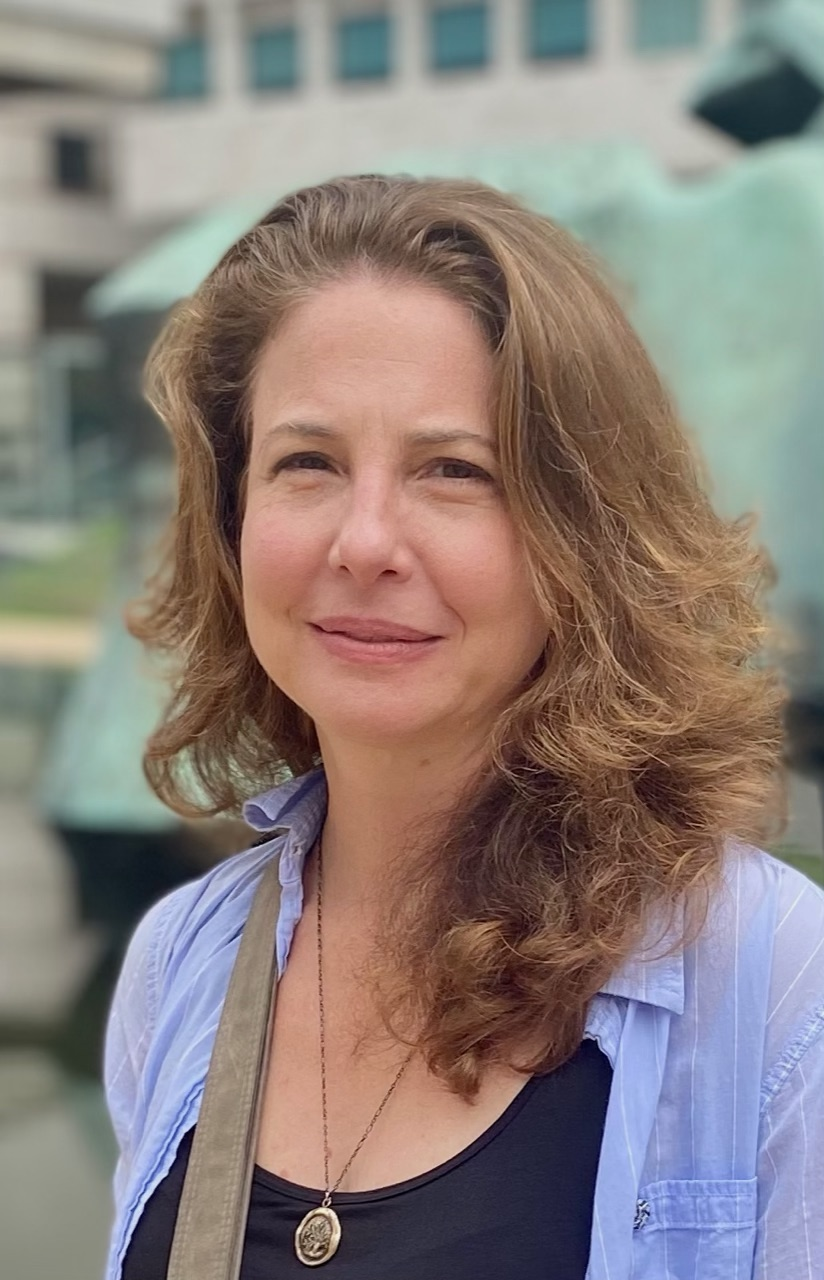
Robin Weigert
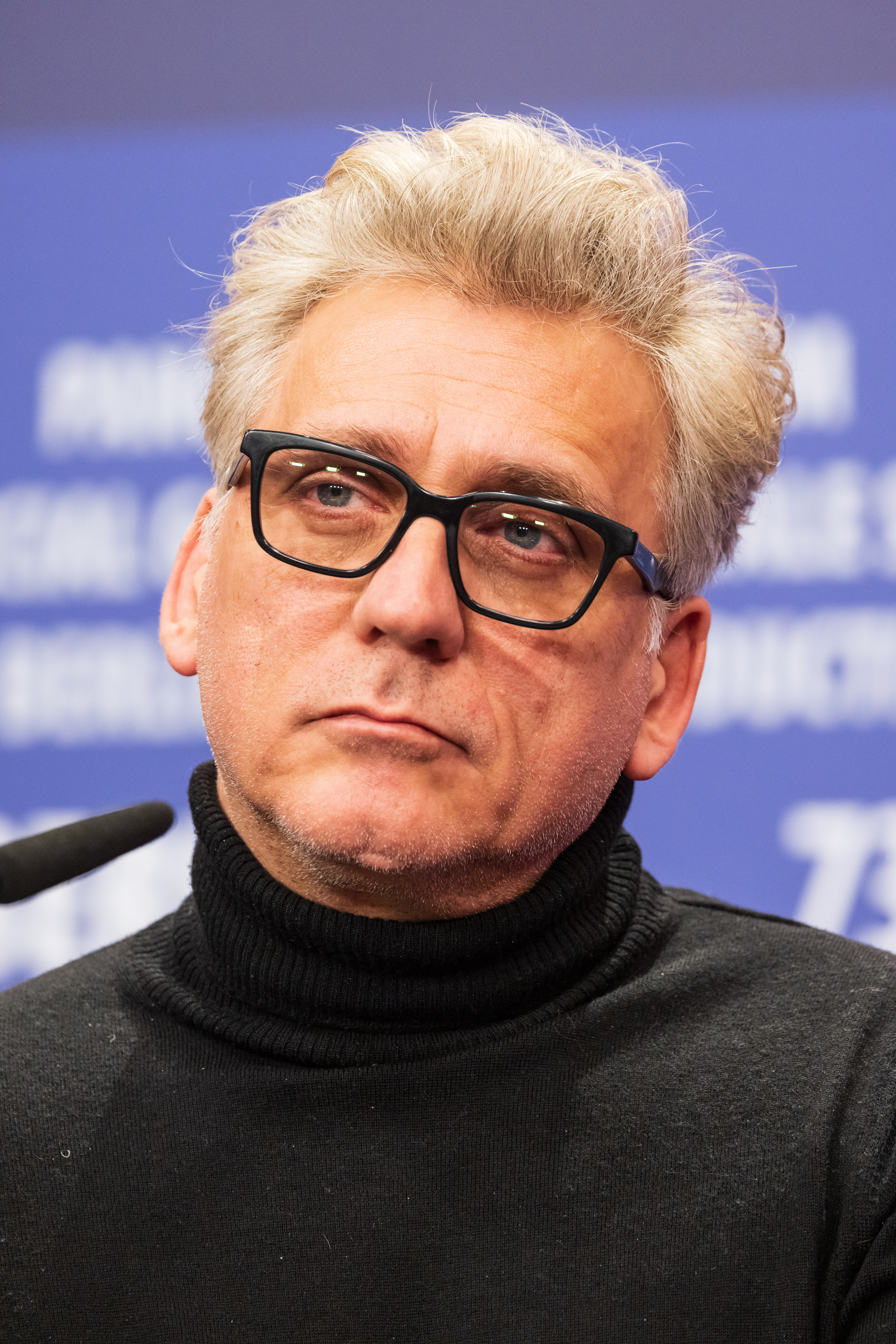
Lior Ashkenazi
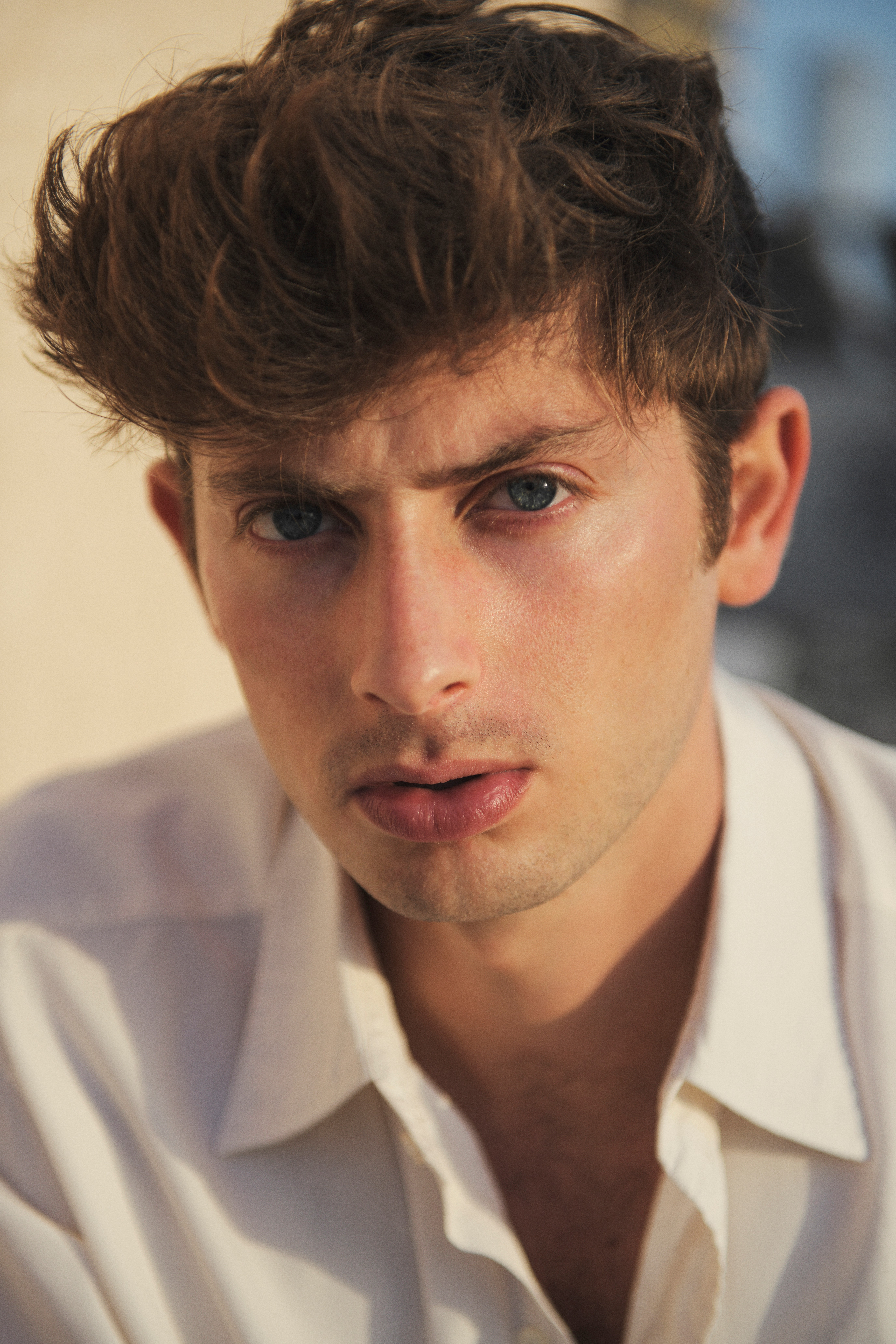
Amit Rahav
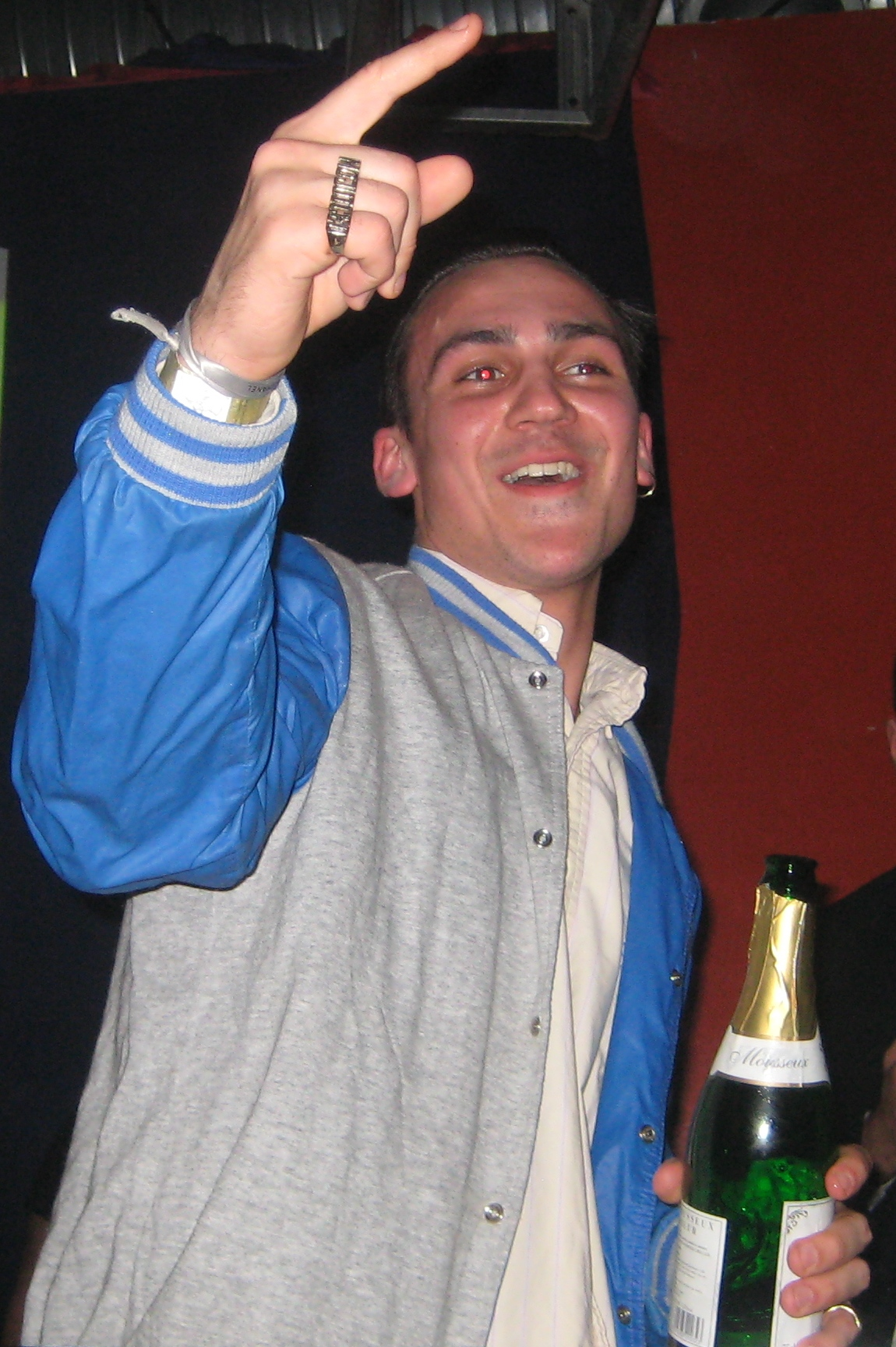
Henry Lloyd-Hughes
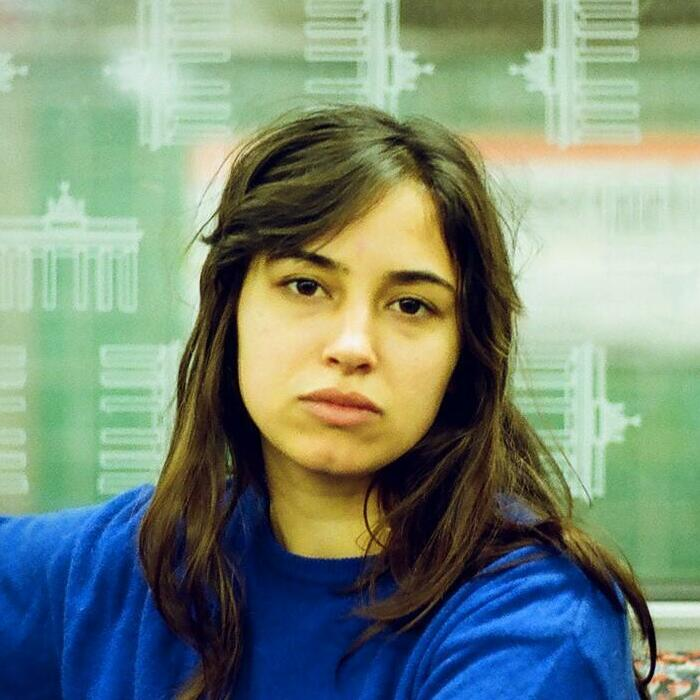
Moran Rosenblatt
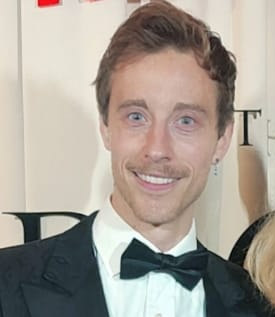
Sam Woolf

### Ricorrenti
- Selim Kajler, interpretato da Michael Aloni, doppiato da Ruggero Andreozzi.
Medico, marito di Mila e padre di Felicia.
- Elisabeth "Eliska" Lowbeer, interpretata da Lihi Kornowski, doppiata da Perla Liberatori.
Giovane donna ebrea originaria di Praga che conosce Addy sulla SS Alsina, una delle ultime navi per rifugiati a lasciare la Francia, per raggiungere il Brasile.
- Isaac, interpretato da Ido Samuel.
Amico d'infanzia di Mila e agente di polizia.
- Wolf, interpretato da Jonathan Aris, doppiato da Roberto Certomà.
Uomo ebreo che aiuta Halina e Adam a fuggire da Leopoli.
- Madame Lowbeer, interpretata da Marin Hinkle, doppiata da Mirta Pepe.
Facoltosa madre di Eliska.
- Felicia Kajler, interpretata da Artemisia Pagliano e da Belle Swarc.
Giovane figlia di Mila e Selim.
- Signor Den, interpretato da Robert Dölle, doppiato da Antonio Palumbo.
Banchiere austriaco e datore di lavoro di Halina mentre si nasconde a Varsavia.
- Otto, interpretato da Pelle Heikkilä.
Amico di Genek mentre sono in Siberia in un campo di lavoro. In seguito gli dà lezioni di cattolicesimo così può unirsi all'esercito di fanteria polacco.
- Caroline, interpretata da Nicole Brydon Bloom, doppiata da Elena Perino.
Ragazza americana che lavora all'ambasciata di Rio e inizia a frequentare Addy dopo averlo conosciuto a una festa.

## Produzione
La miniserie è prodotta da 20th Television e adattata da Erica Lipez dall'omonimo libro di Georgia Hunter del 2017, un New York Times Best Seller, inspirato alla storia della sua famiglia. Lipez è anche showrunner e produttrice esecutiva. Thomas Kail, Amit Gupta e Neasa Hardiman sono i registi mentre Jennifer Todd e Adam Milch i produttori esecutivi per Old 320 Sycamore. La colonna sonora è composta da Rachel Portman e Jon Ehrlich.

### Casting
Joey King, Logan Lerman, Henry Lloyd-Hughes, Amit Rahav e Hadas Yaron sono entrati nel cast per interpretare i fratelli Kurc. King e Lerman hanno discusso di avere familiari che sono sfuggiti all'Olocausto.

### Riprese
La lavorazione è iniziata nel dicembre 2022 ed è terminata nella primavera del 2023. La miniserie è stata girata principalmente a Bucarest, con riprese aggiuntive a Malaga e Cadice in Spagna.

## Distribuzione
La miniserie è stata pubblicata su Hulu negli Stati Uniti dal 28 marzo al 2 maggio 2024. In Italia è stata interamente distribuita sulla piattaforma streaming Disney+ il 19 giugno 2024.

### Edizione italiana
La direzione del doppiaggio è a cura di Vittorio Guerrieri, su dialoghi di Simona Chiodi, per conto di Beep! Studios.

## Accoglienza

### Critica
La miniserie ha ricevuto recensioni positive dalla critica. Rotten Tomatoes riporta il 92% delle recensioni professionali positive basato su 25 critiche. Il consenso critico del sito web indica: «In parti eguali straziante e incoraggiante, We Were the Lucky Ones è una storia di perseveranza raccontata con sensibilità e commozione dal suo cast eccezionale.» Metacritic, invece, ha assegnato un punteggio di 80 su 100 basato su 13 recensioni, indicando "recensioni generalmente favorevoli".
Robert Daniels di RogerEbert.com ha concluso che «We Were the Lucky Ones è una storia sprezzante, atroce e devastante - una che dà l'intera gamma degli orrori che si verificano quando sei stato allontanato, sfiduciato e disumanizzato.»
Aramide Tinibu di Variety ha elogiato la miniserie affermando: «Trascorrere molto tempo con ogni membro dei Kurc permette allo spettatore di entrare nella loro psiche, mentre si assorbono prospettive e opinioni diverse invece di una panoramica monolitica dei sopravvissuti all'Olocausto.»
Lior Zaltzman di Kveller ha apprezzato la miniserie per essere «una serie profonda, toccante, travolgente e profondamente umana, una delle migliori dell'anno. La rappresentazione ebraica in essa è profondamente ponderata, forse più che in qualsiasi serie abbia mai visto.»

## Riconoscimenti
- 2024 – Astra TV Awards[17]
  - Candidatura alla miglior miniserie o film TV
  - Candidatura alla miglior attrice in una miniserie o film TV a Joey King
- 2025 – Critics' Choice Awards[18]
  - Candidatura alla miglior miniserie televisiva
  - Candidatura al miglior attore non protagonista in una miniserie o film TV a Logan Lerman